# ウチェ・オカフォー
ウチェ・オカフォー（Uchenna Kizito Okafor、1967年8月8日 - 2011年1月6日）は、ナイジェリアの元サッカー選手。元ナイジェリア代表。ポジションはディフェンダー。

## 来歴
1988年にアフリカネイションズカップ1988でナイジェリア代表デビュー、準優勝した。アフリカネイションズカップ1994では全5試合に出場、優勝した。出場機会は無かったが1994 FIFAワールドカップのメンバーにも選ばれた。1998 FIFAワールドカップでは1試合に出場した。ナイジェリア代表で34試合に出場した。

## 引退後
オカフォーは現役引退後、アメリカ合衆国・テキサス州の北テキサスサッカー協会に所属するクラブの監督を務めた。 

## 死去
2011年1月6日、オカフォーはアメリカ合衆国・テキサス州ダラス近郊の自宅で死亡しているのが発見された。オカフォーは娘の学校に立ち寄った後に帰宅した直後であった。警察の発表では首吊り自殺であるとされたが、遺族側はそれを否定し、何らかのトラブルに巻き込まれたのではないかと主張している。

## 代表歴

### 出場大会
- ナイジェリア代表
  - 1994 FIFAワールドカップ
  - 1998 FIFAワールドカップ

### 試合数
- 国際Aマッチ 34試合 0得点（1988年-1998年）[1]

| ナイジェリア代表 | 国際Aマッチ | 国際Aマッチ |
| 年               | 出場        | 得点        |
| ---------------- | ----------- | ----------- |
| 1988             | 1           | 0           |
| 1989             | 3           | 0           |
| 1990             | 0           | 0           |
| 1991             | 0           | 0           |
| 1992             | 1           | 0           |
| 1993             | 5           | 0           |
| 1994             | 11          | 0           |
| 1995             | 8           | 0           |
| 1996             | 1           | 0           |
| 1997             | 1           | 0           |
| 1998             | 3           | 0           |
| 通算             | 34          | 0           |